# NK Olimpija Ljubljana
Maillots
Le NK Olimpija Ljubljana est un club de football de la ville de Ljubljana en Slovénie. Il est fondé en 1911 avant d'être dissous en 2004 en raison de difficultés financières. Il est refondé en 2005.

## Histoire

### Historique
- 1911 : fondation du club sous le nom de SK Ilirija Ljubljana
- 1936 : le club est renommé SK Ljubljana
- 1945 : le club est renommé NK Enotnost Ljubljana
- 1948 : le club est renommé NK Odred Ljubljana
- 1961 : le club est renommé NK Triglav Ljubljana
- 1962 : le club est renommé NK Olimpija Ljubljana
- 2005 : refondation après la faillite sous le nom de NK Bežigrad
- 2007 : le club est renommé NK Olimpija Bežigrad
- 2008 : le club est renommé NK Olimpija Ljubljana

L'Olimpija atteint la finale de la coupe de Yougoslavie en 1970. Branko Oblak est un de ses joueurs les plus célèbres. Il joue à l'Olimpija de 1966 à 1973 avant d'en devenir l'entraîneur.
À la suite de la dissolution de la Yougoslavie au début des années 1990, l'Olimpija intègre le nouveau championnat de Slovénie qu'il remporte à quatre reprises (1992, 1993, 1994 et 1995). Il dispute également la coupe UEFA en 1994-1995.
L'Olimpija Ljubljana passe vingt saisons au total dans le championnat de Yougoslavie de première division dont dix-neuf consécutivement entre 1966 et 1984. À la suite de la disparition de l'Olimpija Ljubljana en 2005, le club de NK Bežigrad est créé (Bežigrad étant le district et le nom du stade Bezigrad où jouait l'Olimpija). Ce club évolue en première division slovène depuis la saison 2009-2010 après une remontée rapide au départ de la 3e division en seulement trois saisons.
Le 5 et 12 juillet 2012, l'Olimpija joue le premier tour de qualification de la Ligue Europa face à l'AS La Jeunesse d'Esch.
Le 26 octobre 2023, Olimpija Ljubljana devient la première équipe à perdre en phase de poule face à une équipe féringienne après une défaite 3-0 sur le terrain du KÍ Klaksvík.
Au match retour les slovènes s'imposent 2-0 après une expulsion polémique d'un joueur féringien.

## Bilan sportif

### Palmarès
| Compétitions nationales | Compétitions internationales |
| --- | --- |
| - Championnat de Slovénie (8) - Champion : 1992, 1993, 1994, 1995, 2016, 2018; 2023 et 2025 - Vice-champion : 1992, 2001, 2004, 2012, 2013 et 2019. - Coupe de Yougoslavie - Finaliste : 1970. - Coupe de Slovénie (8) - Vainqueur : 1993, 1996, 2000, 2003, 2018, 2019, 2021 et 2023. - Finaliste : 1992, 1999, 2001 et 2017. - Supercoupe de Slovénie (1) - Vainqueur : 1995. - Finaliste : 1996, 2012 et 2013. - Championnat de Slovénie D2 (1) - Champion : 2009. | - Ligue des champions - Premier tour : 1993. - Coupe des vainqueurs de coupe - Huitième de finale : 1997. - Ligue Europa - Troisième tour de qualification : 2012. - Ligue Europa Conférence - Phase de groupes : 2023-2024 |

### Bilan européen
Légende
- Victoire ou qualification pour le tour suivant
- Match nul
- Défaite ou élimination de la compétition

Note : dans les résultats ci-dessous, le score du club est toujours donné en premier.
| Saison    | Compétition                | Tour                | Club                    | Domicile | Extérieur | Total               |
| --------- | -------------------------- | ------------------- | ----------------------- | -------- | --------- | ------------------- |
| 1966-1967 | Coupe des villes de foires | Premier tour        | Ferencváros TC          | 3 - 3    | 0 - 3     | 3 - 6               |
| 1968-1969 | Coupe des villes de foires | Premier tour        | Hibernian FC            | 0 - 3    | 1 - 2     | 1 - 5               |
| 1970-1971 | Coupe des coupes           | Premier tour        | Benfica Lisbonne        | 1 - 1    | 1 - 8     | 2 - 9               |
| 1992-1993 | Ligue des champions        | Tour préliminaire   | Norma Tallinn           | 3 - 0    | 2 - 0     | 5 - 0               |
| 1992-1993 | Ligue des champions        | Premier tour        | AC Milan                | 0 - 3    | 0 - 4     | 0 - 7               |
| 1993-1994 | Ligue des champions        | Tour préliminaire   | Skonto Riga             | 0 - 1 ap | 1 - 0     | 1 - 1 (10 - 11 tab) |
| 1994-1995 | Coupe UEFA                 | Tour préliminaire   | Levski Sofia            | 3 - 2    | 2 - 1     | 5 - 3               |
| 1994-1995 | Coupe UEFA                 | Premier tour        | Eintracht Francfort     | 1 - 1    | 0 - 2     | 1 - 3               |
| 1995-1996 | Coupe UEFA                 | Tour préliminaire   | Apollon Smyrnis         | 3 - 1    | 0 - 1     | 3 - 3               |
| 1995-1996 | Coupe UEFA                 | Premier tour        | Roda JC                 | 2 - 0    | 0 - 5     | 2 - 5               |
| 1996-1997 | Coupe des coupes           | Tour préliminaire   | Levski Sofia            | 1 - 0    | 0 - 1 ap  | 1 - 1 (4 - 2 tab)   |
| 1996-1997 | Coupe des coupes           | Seizièmes de finale | Aarhus GF               | 0 - 0    | 1 - 1     | 1E - 1              |
| 1996-1997 | Coupe des coupes           | Huitièmes de finale | AEK Athènes             | 0 - 2    | 0 - 4     | 0 - 6               |
| 1998      | Coupe Intertoto            | Premier tour        | Makedonija Skopje       | 1 - 1    | 2 - 4     | 3 - 5               |
| 1999-2000 | Coupe UEFA                 | Tour préliminaire   | Kareda-Sakalas Siauliai | 1 - 1    | 2 - 2     | 3E - 3              |
| 1999-2000 | Coupe UEFA                 | Premier tour        | RSC Anderlecht          | 0 - 3    | 1 - 3     | 1 - 6               |
| 2000-2001 | Coupe UEFA                 | Tour préliminaire   | Sheriff Tiraspol        | 0 - 0    | 3 - 0     | 3 - 0               |
| 2000-2001 | Coupe UEFA                 | Premier tour        | Espanyol Barcelone      | 2 - 1    | 0 - 2     | 2 - 3               |
| 2001-2002 | Coupe UEFA                 | Tour préliminaire   | Shafa Bakou             | 4 - 0    | 3 - 0     | 7 - 0               |
| 2001-2002 | Coupe UEFA                 | Premier tour        | Brøndby IF              | 2 - 4    | 0 - 0     | 2 - 4               |
| 2003-2004 | Coupe UEFA                 | Tour préliminaire   | Shelbourne FC           | 1 - 0    | 3 - 2     | 4 - 2               |
| 2003-2004 | Coupe UEFA                 | Premier tour        | Liverpool FC            | 1 - 1    | 0 - 3     | 1 - 4               |
| 2010-2011 | Ligue Europa               | Premier tour Q      | Široki Brijeg           | 0 - 2    | 0 - 3     | 0 - 5               |
| 2011-2012 | Ligue Europa               | Premier tour Q      | Široki Brijeg           | 3 - 0    | 0 - 0     | 3 - 0               |
| 2011-2012 | Ligue Europa               | Deuxième tour Q     | Bohemian FC             | 2 - 0    | 1 - 1     | 3 - 1               |
| 2011-2012 | Ligue Europa               | Troisième tour Q    | Austria Vienne          | 1 - 1    | 2 - 3     | 3 - 4               |
| 2012-2013 | Ligue Europa               | Premier tour Q      | AS Jeunesse d'Esch      | 3 - 0    | 3 - 0     | 6 - 0               |
| 2012-2013 | Ligue Europa               | Deuxième tour Q     | Tromsø IL               | 0 - 0    | 0 - 1 ap  | 0 - 1               |
| 2013-2014 | Ligue Europa               | Deuxième tour Q     | MŠK Žilina              | 3 - 1    | 0 - 2     | 3 - 3E              |
| 2016-2017 | Ligue des champions        | Deuxième tour Q     | AS Trenčín              | 3 - 4    | 3 - 2     | 6 - 6E              |
| 2017-2018 | Ligue Europa               | Premier tour Q      | VPS                     | 0 - 1    | 0 - 1     | 0 - 2               |
| 2018-2019 | Ligue des champions        | Premier tour Q      | Qarabağ FK              | 0 - 1    | 0 - 0     | 0 - 1               |
| 2018-2019 | Ligue Europa               | Deuxième tour Q     | Crusaders FC            | 5 - 1    | 1 - 1     | 6 - 2               |
| 2018-2019 | Ligue Europa               | Troisième tour Q    | HJK Helsinki            | 3 - 0    | 4 - 1     | 7 - 1               |
| 2018-2019 | Ligue Europa               | Barrages Q          | Spartak Trnava          | 0 - 2    | 1 - 1     | 1 - 3               |
| 2019-2020 | Ligue Europa               | Premier tour Q      | Riga FS                 | 2 - 3    | 2 - 0     | 4 - 3               |
| 2019-2020 | Ligue Europa               | Deuxième tour Q     | Yeni Malatyaspor        | 0 - 1    | 2 - 2     | 4 - 5               |
| 2020-2021 | Ligue Europa               | Premier tour Q      | Víkingur Reykjavík      | 2 - 1    | N/A       | 2 - 1               |
| 2020-2021 | Ligue Europa               | Deuxième tour Q     | Zrinjski Mostar         | 2 - 3 ap | N/A       | 2 - 3               |
| 2021-2022 | Ligue Europa Conférence    | Deuxième tour Q     | Birkirkara FC           | 1 - 0    | 0 - 1 ap  | 1 - 1 (5 - 4 tab)   |
| 2021-2022 | Ligue Europa Conférence    | Troisième tour Q    | CD Santa Clara          | 0 - 1    | 0 - 2     | 0 - 3               |
| 2022-2023 | Ligue Europa Conférence    | Premier tour Q      | FC Differdange 03       | 1 - 1    | 2 - 1 ap  | 3 - 2               |
| 2022-2023 | Ligue Europa Conférence    | Deuxième tour Q     | Sepsi Sfântu Gheorghe   | 2 - 0 ap | 1 - 3     | 3 - 3 (2 - 4 tab)   |
| 2023-2024 | Ligue des champions        | Premier tour Q      | Valmiera FC             | 2 - 1    | 2 - 1     | 4 - 2               |
| 2023-2024 | Ligue des champions        | Deuxième tour Q     | Ludogorets Razgrad      | 2 - 1    | 1 - 1     | 3 - 2               |
| 2023-2024 | Ligue des champions        | Troisième tour Q    | Galatasaray SK          | 0 - 3    | 0 - 1     | 0 - 4               |
| 2023-2024 | Ligue Europa               | Barrages Q          | Qarabağ FK              | 0 - 2    | 1 - 1     | 1 - 3               |
| 2023-2024 | Ligue Europa Conférence    | Groupe A            | LOSC Lille              | 0 - 2    | 0 - 2     | Troisième           |
| 2023-2024 | Ligue Europa Conférence    | Groupe A            | Slovan Bratislava       | 0 - 1    | 2 - 1     | Troisième           |
| 2023-2024 | Ligue Europa Conférence    | Groupe A            | KÍ Klaksvík             | 2 - 0    | 0 - 3     | Troisième           |
| 2024-2025 | Ligue Conférence           | Deuxième tour Q     | Polissia Jytomyr        | 2 - 0    | 2 - 1     | 4 - 1               |
| 2024-2025 | Ligue Conférence           | Troisième tour Q    | Sheriff Tiraspol        | 3 - 0    | 1 - 0     | 4 - 0               |
| 2024-2025 | Ligue Conférence           | Barrages Q          | HNK Rijeka              | 5 - 0    | 1 - 1     | 6 - 1               |
| 2024-2025 | Ligue Conférence           | Phase de ligue      | FC Heidenheim           | N/A      | 1 - 2     | 14e                 |
| 2024-2025 | Ligue Conférence           | Phase de ligue      | LASK                    | 2 - 0    | N/A       | 14e                 |
| 2024-2025 | Ligue Conférence           | Phase de ligue      | HJK Helsinki            | N/A      | 2 - 0     | 14e                 |
| 2024-2025 | Ligue Conférence           | Phase de ligue      | Larne FC                | 1 - 0    | N/A       | 14e                 |
| 2024-2025 | Ligue Conférence           | Phase de ligue      | Cercle Bruges           | 1 - 4    | N/A       | 14e                 |
| 2024-2025 | Ligue Conférence           | Phase de ligue      | Jagiellonia Białystok   | N/A      | 0 - 0     | 14e                 |
| 2024-2025 | Ligue Conférence           | Barrages            | Borac Banja Luka        | 0 - 0    | 0 - 1     | 0 - 1               |
| 2025-2026 | Ligue des champions        | Premier tour Q      | Kaïrat Almaty           | 1 - 1    | 0 - 2     | 1 - 3               |
| 2025-2026 | Ligue Conférence           | Deuxième tour Q     | Inter Club d'Escaldes   | 4 - 2    | 1 - 1     | 5 - 3               |
| 2025-2026 | Ligue Conférence           | Troisième tour Q    | Egnatia Rrogozhinë      | 0 - 0    | 4 - 2 ap  | 4 - 2               |
| 2025-2026 | Ligue Conférence           | Barrages Q          | FC Noah                 | -        | -         | -                   |

## Joueurs emblématiques
- Branko Oblak
- Srečko Katanec
- Aleš Čeh
- Marko Kmetec
- Milan Osterc
- Mladen Rudonja
- Ermin Šiljak
- Sebastjan Cimirotič
- Miran Pavlin
- Marko Simeunovič
- Milenko Ačimovič
- Anton Žlogar
- Milivoje Novakovič
- Jan Oblak

## Identité visuelle

Ancien logo.
Logo actuel.